# Били (Лоара)
Били (фр. Bully) насеље је и општина у источној Француској у региону Рона-Алпи, у департману Лоара која припада префектури Роан.
По подацима из 2011. године у општини је живело 405 становника, а густина насељености је износила 21,28 становника/km². Општина се простире на површини од 19,03 km². Налази се на средњој надморској висини од 436 метара (максималној 733 m, а минималној 281 m).

## Демографија
| 1962. | 1968. | 1975. | 1982. | 1990. | 1999. | 2011. |
| ----- | ----- | ----- | ----- | ----- | ----- | ----- |
| 273   | 318   | 270   | 252   | 269   | 298   | 405   |

График промене броја становника у току последњих година